# Ali Podrimja

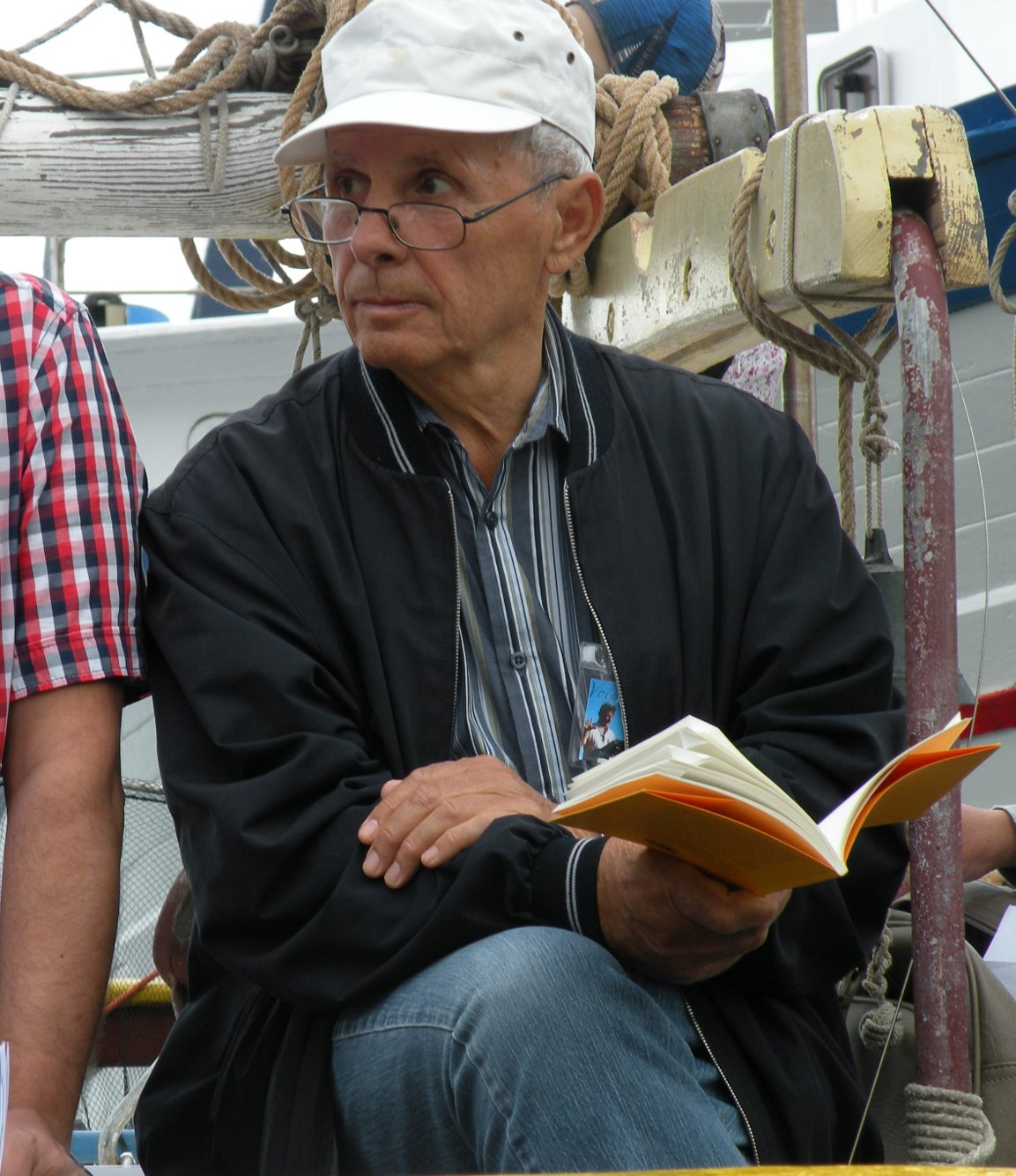
Ali Podrimja (2011)

Ali Podrimja (* 28. August 1942 in Đakovica, Königreich Jugoslawien, heute Kosovo; † zwischen 18. und 21. Juli 2012 bei Lodève, Frankreich) war ein kosovo-albanischer Lyriker. Er studierte albanische Sprache und Literatur und arbeitete als Journalist und Verlagslektor. Zeitweise lebte und dichtete Ali Podrimja auch in Feldafing.
Der große Melancholiker, der in seinen Gedichten auf Elemente der mündlich überlieferten albanischen Volkspoesie zurückgriff, wurde als Lyriker auch außerhalb des albanischen Sprachraums bekannt.